# Allophryne
Allophryne é o único gênero da família Allophrynidae. A área de distribuição do gênero abrange os seguintes países: Venezuela, Guiana, Suriname, Guiana Francesa, Brasil e Peru, e possivelmente também na Bolívia e Colômbia. O arranjo taxonômico do gênero sofreu algumas mudanças nos últimos anos. Alguns pesquisadores colocaram o Allophryne numa subfamília monotípica, Allophryninae, dentro da Centrolenidae, entretanto, muitos taxonomistas mantêm o gênero em sua própria família monotípica.
3 epécies são reconhecidas:
- Allophryne resplendens Castroviejo-Fisher, Pérez-Peña, Padial, and Guayasamin, 2012
- Allophryne ruthveni Gaige, 1926
- Allophryne relicta Caramaschi, Orrico, Faivovich, Dias & Solé, 2013